# Ángel Tejeda
Ángel Gabriel Tejeda Escobar (Santa Cruz de Yojoa, Cortés, Honduras; 1 de junio de 1991) es un futbolista hondureño. Juega como delantero en el Olancho FC equipo de la Liga Nacional de Honduras.

## Trayectoria

### Atlético Choloma
Debutó en Liga Nacional de Honduras con Atlético Choloma el 19 de agosto de 2012, en la victoria como local de 2-1 frente a Deportes Savio. Sin embargo, en el Clausura 2013, su equipo perdió la categoría y descendió a la Liga de Ascenso de Honduras. Ángel Tejeda permaneció en el cuadro cholomeño hasta finales de 2013, siendo dirigido por Marco Antonio García.

### Honduras Progreso
A inicios de 2014 se anunció que el Honduras Progreso de la Liga de Ascenso de Honduras había adquirido sus derechos deportivos. En su primer torneo con el cuadro progreseño logró anotar cuatro goles, siendo una de las principales figuras del club en la obtención del título que les dio el ascenso a la Liga Nacional de Honduras. El 2 de agosto de 2014 debutó con gol en la Liga Nacional de Honduras, en la victoria 2-0 sobre Olimpia en Comayagua. Durante el Apertura 2014 se consagró como uno de los máximos anotadores y su equipo llegó hasta la instancia de repechajes, donde fueron eliminados ante Real Sociedad. En el Apertura 2015 se coronó campeón con este equipo derrotando en los penales al Motagua.

### Real España
El 13 de diciembre de 2016 se anunció su traspaso al Real España.

### Municipal Pérez Zeledón
Tras un irregular torneo Clausura 2019, el club aurinegro lo cedió al Municipal Pérez Zeledón de la Primera División de Costa Rica donde tampoco alcanzó a retomar su nivel.

### Vida
El 15 de enero de 2021 fue fichado por el Club Deportivo y Social Vida tras no entrar en los planes deportivos de Raúl Gutiérrez en Real España.

### Motagua
El 2 de enero de 2022 se anunció su arribo al Motagua, luego de un excelente rendimiento goleador en 2021.

### Alajuelense
El 3 de enero de 2023 volvió a Costa Rica, en esa ocasión para vestir los colores de la Liga Deportiva Alajuelense, hasta diciembre de ese año.

## Selección nacional
Ha sido internacional con la Selección de fútbol de Honduras en una ocasión. Su debut se produjo el 4 de febrero de 2015 contra Venezuela en San Pedro Sula, cuando ingresó de cambio al minuto 60 por Rubilio Castillo en el amistoso que finalizó con derrota 3-2.

### Participaciones en Eliminatorias Mundialistas
| Mundial           | Sede  | Resultado    | Partidos | Goles |
| ----------------- | ----- | ------------ | -------- | ----- |
| Eliminatoria 2018 | Rusia | No clasificó | 1        | 0     |

### Participaciones en Copa de Oro
| Copa de Oro      | Sede           | Resultado        |
| ---------------- | -------------- | ---------------- |
| Copa de Oro 2017 | Estados Unidos | Cuartos de final |

## Clubes
| Club                   | País       | Año             |
| ---------------------- | ---------- | --------------- |
| Atlético Choloma       | Honduras   | 2012 - 2013     |
| Honduras Progreso      | Honduras   | 2014 - 2016     |
| Real España            | Honduras   | 2017 - 2019     |
| Pérez Zeledón (cedido) | Costa Rica | 2019            |
| Real España            | Honduras   | 2020            |
| Vida                   | Honduras   | 2021            |
| Motagua                | Honduras   | 2022 - 2023     |
| Alajuelense            | Costa Rica | 2023            |
| Olancho                | Honduras   | 2023 - Presente |

## Estadísticas

### Clubes
Actualizado de acuerdo al último partido jugado el 12 de diciembre de 2020.
| Club                       | Año                 | Liga                | Liga     | Liga  | Copa Nacional | Copa Nacional | Copa Internacional | Copa Internacional | Total    | Total | Promedio |
| Club                       | Año                 | División            | Partidos | Goles | Partidos      | Goles         | Partidos           | Goles              | Partidos | Goles |          |
| -------------------------- | ------------------- | ------------------- | -------- | ----- | ------------- | ------------- | ------------------ | ------------------ | -------- | ----- | -------- |
| Atlético Choloma Honduras  | 2012                | Liga Nacional       | 7        | 0     | —             | —             | —                  | —                  | 7        | 0     | 0        |
| Atlético Choloma Honduras  | 2013                | Liga Nacional       | 12       | 1     | —             | —             | —                  | —                  | 12       | 1     | 0.1      |
| Atlético Choloma Honduras  | Total               | Total               | 19       | 1     | —             | —             | —                  | —                  | 19       | 1     | 0.1      |
| Honduras Progreso Honduras | 2014                | Liga Nacional       | 20       | 11    | —             | —             | —                  | —                  | 20       | 11    | 0.55     |
| Honduras Progreso Honduras | 2015                | Liga Nacional       | 34       | 13    | —             | —             | —                  | —                  | 34       | 13    | 0.38     |
| Honduras Progreso Honduras | 2016                | Liga Nacional       | 34       | 13    | —             | —             | 4                  | 1                  | 38       | 14    | 0.37     |
| Honduras Progreso Honduras | Total               | Total               | 88       | 37    | —             | —             | 4                  | 1                  | 92       | 38    | 0.41     |
| Real España Honduras       | 2017                | Liga Nacional       | 41       | 12    | —             | —             | —                  | —                  | 41       | 12    | 0.29     |
| Real España Honduras       | 2018                | Liga Nacional       | 37       | 13    | —             | —             | 1                  | 0                  | 38       | 13    | 0.34     |
| Real España Honduras       | 2019                | Liga Nacional       | 18       | 1     | —             | —             | —                  | —                  | 18       | 1     | 0.05     |
| Real España Honduras       | Total               | Total               | 96       | 26    | —             | —             | 1                  | 0                  | 77       | 25    | 0.32     |
| Pérez Zeledón · Costa Rica | 2019                | Primera División    | 12       | 1     | —             | —             | —                  | —                  | 12       | 1     | 0.1      |
| Pérez Zeledón · Costa Rica | Total               | Total               | 12       | 1     | —             | —             | —                  | —                  | 12       | 1     | 0.1      |
| Real España Honduras       | 2020                | Liga Nacional       | 18       | 6     | —             | —             | —                  | —                  | 18       | 6     | 0.33     |
| Real España Honduras       | Total               | Total               | 18       | 6     | —             | —             | —                  | —                  | 18       | 6     | 0.33     |
| Vida Honduras              | 2021                | Liga Nacional       | 35       | 16    | —             | —             | —                  | —                  | 35       | 16    | 0.45     |
| Vida Honduras              | Total               | Total               | 35       | 16    | —             | —             | —                  | —                  | 35       | 16    | 0.45     |
| Motagua Honduras           | 2022                | Liga Nacional       | 32       | 8     | —             | —             | 8                  | 1                  | 40       | 9     | 0        |
| Motagua Honduras           | Total               | Total               | 32       | 8     | —             | —             | 8                  | 1                  | 40       | 9     | 0        |
| Total en su carrera        | Total en su carrera | Total en su carrera | 300      | 95    | 0             | 0             | 13                 | 2                  | 313      | 97    | 0.32     |

### Selección nacional
| \| Fecha \| Ciudad \| Local \| Resultado \| Visitante \| Competencia \| Goles \| \| ---------- \| ------------------- \| ---------- \| --------- \| ----------- \| ------------------------ \| ----- \| \| 04-02-2015 \| San Pedro Sula \| Honduras \| 2-3 \| Venezuela \| Amistoso \| 0 \| \| 11-02-2015 \| Barinas \| Venezuela \| 2-1 \| Honduras \| Amistoso \| 0 \| \| 08-10-2015 \| Tegucigalpa \| Honduras \| 1-1 \| Guatemala \| Amistoso \| 0 \| \| 13-10-2015 \| San Pedro Sula \| Honduras \| 1-1 \| Sudáfrica \| Amistoso \| 0 \| \| 13-11-2015 \| Vancouver \| Canadá \| 1-0 \| Honduras \| Eliminatoria Mundialista \| 0 \| \| 27-01-2016 \| Managua \| Nicaragua \| 1-3 \| Honduras \| Amistoso \| 0 \| \| 10-02-2016 \| Ciudad de Guatemala \| Guatemala \| 3-1 \| Honduras \| Amistoso \| 0 \| \| 16-02-2017 \| Houston \| Honduras \| 0-1 \| Jamaica \| Amistoso \| 0 \| \| 22-02-2017 \| Guayaquil \| Ecuador \| 3-1 \| Honduras \| Amistoso \| 0 \| \| 27-05-2017 \| Washington D. C. \| Honduras \| 2-2 \| El Salvador \| Amistoso \| 0 \| \| 23-06-2017 \| Ciudad de Panamá \| Panamá \| 2-2 \| Honduras \| Eliminatoria Mundialista \| 0 \| \| Total \| \| Presencias \| 11 \| \| Goles \| 0 \| |                     |            |           |             |                          |       |
| Fecha | Ciudad              | Local      | Resultado | Visitante   | Competencia              | Goles |
| 04-02-2015 | San Pedro Sula      | Honduras   | 2-3       | Venezuela   | Amistoso                 | 0     |
| 11-02-2015 | Barinas             | Venezuela  | 2-1       | Honduras    | Amistoso                 | 0     |
| 08-10-2015 | Tegucigalpa         | Honduras   | 1-1       | Guatemala   | Amistoso                 | 0     |
| 13-10-2015 | San Pedro Sula      | Honduras   | 1-1       | Sudáfrica   | Amistoso                 | 0     |
| 13-11-2015 | Vancouver           | Canadá     | 1-0       | Honduras    | Eliminatoria Mundialista | 0     |
| 27-01-2016 | Managua             | Nicaragua  | 1-3       | Honduras    | Amistoso                 | 0     |
| 10-02-2016 | Ciudad de Guatemala | Guatemala  | 3-1       | Honduras    | Amistoso                 | 0     |
| 16-02-2017 | Houston             | Honduras   | 0-1       | Jamaica     | Amistoso                 | 0     |
| 22-02-2017 | Guayaquil           | Ecuador    | 3-1       | Honduras    | Amistoso                 | 0     |
| 27-05-2017 | Washington D. C.    | Honduras   | 2-2       | El Salvador | Amistoso                 | 0     |
| 23-06-2017 | Ciudad de Panamá    | Panamá     | 2-2       | Honduras    | Eliminatoria Mundialista | 0     |
| Total |                     | Presencias | 11        |             | Goles                    | 0     |

## Palmarés

### Campeonatos nacionales
| Título                      | Club              | País     | Año  |
| --------------------------- | ----------------- | -------- | ---- |
| Liga de Ascenso de Honduras | Honduras Progreso | Honduras | 2014 |
| Torneo Apertura             | Honduras Progreso | Honduras | 2015 |
| Torneo Apertura             | Real España       | Honduras | 2017 |
| Torneo Clausura             | Motagua           | Honduras | 2022 |